# ATSV Habenhausen
Der ATSV Habenhausen ist ein Sportverein aus dem Ortsteil Habenhausen in Bremen-Obervieland. Er wurde 1897 gegründet. Im Verein können die Sportarten Badminton, Faustball, Handball, Judo, Karate/AKS, Korbball, Tanzen (einschließlich Turnier-, Jazz- und Showtanz wie Hip-Hop und Breakdance), Tennis, Tischtennis, Turnen, Volleyball und Wandern betrieben werden. Hinzu kommen Kursangebote wie Funktionsgymnastik, Reha-Sport, Rückenschule, Yoga, Pilates, Chinese Boxing.

## Abteilungen
- Handball
- Volleyball
- Badminton
- eSports
- Faustball
- Judo
- Karate/AKS
- Korbball
- Tanzen
- Tennis
- Turnen
- Wandern

## Handball
Die erste Herrenmannschaft spielte in der Saison 2013/14 in der 3. Liga Nord, nachdem sie in der Saison 2012/13 in der Oberliga Nordsee Tabellenerster geworden war. Nach einer Saison stieg sie wieder ab. Zur Saison 2015/16 gelang der direkte Wiederaufstieg in die 3. Liga. Nach einer Saison stieg sie wieder ab. 2017 gelang der Herrenmannschaft, durch den Gewinn der Oberligameisterschaft, die erneute Rückkehr in die 3. Liga, diesmal in die Staffel West.
Habenhausen gewann den DHB-Amateur-Pokal 2019.
In der Saison 2019/20 konnte der ATSV Habenhausen erneut in die 3.Liga aufsteigen. Die vorherige Saison wurde durch die Corona-Pandemie vorzeitig im März abgebrochen. Zu diesem Zeitpunkt stand der Verein auf dem 1.Tabellenplatz.
In der Saison 2020/21 startet die Mannschaft in der 3.Liga Nord-West unter dem #DerFahrstuhlistkaputt soll das Image der Fahrstuhlmannschaft abgelegt werden. Aus der 3. Liga stieg der Verein nach der Spielzeit 2021/2022 wieder ab.
In der Saison 2023/24 wurde man Meister der Oberliga Nordsee und stieg wieder in die 3. Liga auf.

## Volleyball
Der Sport Verein ATSV hat neben einer Handball Abteilung auch eine Volleyball Abteilung. Sowohl Jugend-, als auch 1. + 2. Damen- sowie 2 Mixedmannschaften und eine Hobby-Damenmannschaft werden dort trainiert. Die Jugend- und Damenmannschaften spielen auch im Ligabetrieb, in der Bezirksklasse 3.

### Bekannte ehemalige Spieler
- Hinrich Schwenker (Handball)